# Butterfly McQueen
Butterfly McQueen (* 7. Januar 1911 in Tampa, Florida; † 22. Dezember 1995 in Atlanta, Georgia; eigentlich Thelma McQueen) war eine US-amerikanische Schauspielerin.

## Leben und Karriere
McQueen begann ihre Laufbahn als Tänzerin. In einer Sommernachtstraum-Inszenierung tanzte sie den Butterfly-Dance und machte sich daraufhin den Künstlernamen Butterfly McQueen zu eigen, zumal sie eine Abneigung gegen ihren Geburtsnamen Thelma empfand. Ihren ersten kleinen Auftritt hatte die Afroamerikanerin 1939 in Die Frauen von George Cukor. Im gleichen Jahr bekam sie ihre erste substanzielle Rolle, die gleich die berühmteste ihrer Karriere werden sollte: mit ihrer piepsigen Stimme verkörperte sie die weinerliche und wenig hilfreiche Sklavin und spätere Angestellte Prissy in Vom Winde verweht. Die Premiere von Vom Winde verweht konnte sie nicht im Kino mitansehen, da das Kino nur für Weiße geöffnet war.
In den nachfolgenden Jahren erhielt McQueen oft Nebenrollen, die ähnlich wie die der Prissy als einfältige schwarze Dienstmädchen gestaltet waren. Auch in einer Radioshow trat sie während des Zweiten Weltkrieges an der Seite von Jack Benny als farbiges Hausmädchen auf. Ab Ende der 1940er-Jahre drehte sie keine weiteren Filme und trat nur noch gelegentlich im Fernsehen auf, da sie sich zu sehr auf Stereotypen festgelegt fühlte: „Ich habe mich beim ersten Mal nicht daran gestört, ein Dienstmädchen zu spielen, da ich dachte, dass man so in das Filmgeschäft kommt. Aber nachdem ich dieselbe Rolle immer und immer wieder gespielt habe, war ich verärgert. Mich stört es nicht komisch zu sein, aber ich mochte nicht dumm sein“. 1950 spielte sie an der Seite von Hattie McDaniel, mit der sie in Vom Winde verweht zu sehen war, in der Fernsehserie Beulah. Erst 1970 drehte sie wieder einen Film und war danach noch bis in die späten 1980er-Jahre als Schauspielerin tätig. 1975 wurde sie, zugleich mit Hattie McDaniel, in die Black Filmmakers Hall of Fame aufgenommen. 1980 gewann sie einen Emmy Award für eine Gastrolle in der Fernsehserie Junge Schicksale.
Im Alter von 64 Jahren machte sie einen Bachelor-Abschluss in politischer Wissenschaft. McQueen war Atheistin und jahrzehntelang Mitglied der Freedom from Religion Foundation, die sie auch in ihrem Testament bedachte. Von ihr ist unter anderem das Bonmot geblieben: „As my ancestors are free from slavery, I am free from the slavery of religion.“ (So wie meine Vorfahren von der Sklaverei befreit sind, bin ich von der Sklaverei der Religion befreit). Butterfly McQueen starb 1995 im Alter von 84 Jahren an den Folgen eines Brandunfalls mit ihrer Kerosinheizung.

## Filmografie
- 1939: Die Frauen (The Women)
- 1939: Vom Winde verweht (Gone with the Wind)
- 1941: Der Herzensbrecher (Affectionately Yours)
- 1943: Ein Häuschen im Himmel (Cabin in the Sky)
- 1943: I Dood It
- 1944: Als du Abschied nahmst (Since You Went Away)
- 1945: San Francisco Lilly (Flame of Barbary Coast)
- 1945: Solange ein Herz schlägt (Mildred Pierce)
- 1946: Duell in der Sonne (Duel in the Sun)
- 1948: Killer Diller
- 1950: Studio One (Fernsehserie, 1 Folge)
- 1950–1951: Beulah (Fernsehserie, 5 Folgen)
- 1951: Lux Video Theatre (Fernsehserie, 1 Folge)
- 1957: The Green Pastures (Fernsehfilm)
- 1970: The Phynx
- 1974: Amazing Grace
- 1978: ABC Weekend Specials (Fernsehserie, 1 Folge)
- 1979: Junge Schicksale (ABC Afterschool Specials; Fernsehserie, 1 Folge)
- 1986: Mosquito Coast (The Mosquito Coast)
- 1986: American Playhouse (Fernsehserie, 1 Folge)
- 1989: Polly – Ein Engel auf Erden (Polly, Fernsehfilm)